# Coronis excavatrix
Coronis excavatrix är en kräftdjursart. Coronis excavatrix ingår i släktet Coronis och familjen Nannosquillidae. Inga underarter finns listade i Catalogue of Life.